# 全国州評議会
全国州評議会（ぜんこくしゅうひょうぎかい、英語: National Council of Provinces, "NCOP"）は、南アフリカ共和国の議会を構成する議院のひとつ。西ケープ州ケープタウンにある。

## 権限
法律を検討、修正、修正提案、または拒否することが出来る。全ての国の法案を検討する必要があり、議会と州議会が同時に立法権を有する機能分野で立法を開始する権限も持っている。
法案のタイプに応じて4つの意思決定メカニズムがある。
- 憲法改正（憲法74条）：憲法改正や改正に関連する事項以外は取り扱ってはいけない。憲法の第1条（南アフリカを制憲民主共和国として定義）を修正する法案、または権利章典を修正する法案、または全国州評議会自体、州の境界または権限、またはその他の特に州の問題に影響を与える憲法の規定を修正する法案は、全国州評議会によって渡される。各代表団は1票の投票権を持ち、9人の代表団のうち6人が法案を可決する必要がある。その他の憲法修正案は全国州評議会で可決される必要はないが、全国州評議会で公に議論されなければならない。
- 州に関係しない法案（憲法75条）： これらは、憲法第75条に定められた手続きの観点から管理されている法案である。
これらの法案を検討するとき、代議員は個人として投票し、それぞれが1票を持ちます。法案は、代議員の過半数が法案に賛成票を投じた場合に承認されます。
- 州に関する法案（憲法76条）：州に関係する法案は一般に、国および州の立法能力が共有される分野に関係するもの。
全国州評議会は、少なくとも6週間以内にこれらの法案を確認して、市民の積極的な関与を可能にし、州が代表団に委任を審議するための十分な時間を確保しようとします。これらの法案は、憲法76条の手続きの規定で取り扱われている。州に関する法案を決定するとき、州の代表団は、それぞれの州の議会によって与えられた権限に従って投票します。各州には1つの投票があります。諮問された法案は、少なくとも5つの州が法案に賛成票を投じた場合に承認されます。
- 財産（憲法77条）：これらは、財産没収、国税・関税及び追加徴収の課税を扱う法案である。それらは、憲法77条に記述されている手続きの観点から扱われている。代議員は個別に投票し、代議員の過半数が賛成票を投じた場合、法案は合意される。

## 構成

### 定員
- 90名（各州10名）
  - 常任議員 - 54名（各州6名）
  - 特別議員 - 36名（各州4名）

### 選挙制度
- 常任議員 - 州議会による間接選挙。州議会の政党構成に比例している。
- 特別議員 - 州政府の閣僚が兼任する。

## 会派
| 党派    | 党派             | 議員タイプ | 州 | 州 | 州 | 州  | 州 | 州 | 州 | 州 | 州 | 総計 | 総計 |
| 党派    | 党派             | 議員タイプ | EC | FS | G  | KZN | L  | M  | NW | NC | WC | 総計 | 総計 |
| ------- | ---------------- | ---------- | -- | -- | -- | --- | -- | -- | -- | -- | -- | ---- | ---- |
|         | アフリカ民族会議 | Permanent  | 3  | 3  | 2  | 1   | 4  | 3  | 4  | 3  | 1  | 24   | 43   |
| Special | アフリカ民族会議 | 3          | 2  | 2  | 1  | 4   | 2  | 2  | 2  | 1  | 19 |      | 43   |
|         | 民主同盟         | Permanent  | 1  | 1  | 2  | 1   | 1  | 1  | 1  | 1  | 3  | 12   | 20   |
| Special | 民主同盟         | 1          | 1  | 1  |    |     |    | 1  | 1  | 3  | 8  |      | 20   |
|         | 経済的解放の闘士 | Permanent  | 1  | 1  | 1  |     | 1  | 1  | 1  | 1  | 1  | 8    | 10   |
| Special | 経済的解放の闘士 |            |    |    |    |     | 1  | 1  |    |    | 2  |      | 10   |
|         | 民族の槍         | Permanent  |    |    | 1  | 3   |    | 1  |    |    |    | 5    | 9    |
| Special | 民族の槍         |            | 1  |    | 2  |     | 1  |    |    |    | 4  |      | 9    |
|         | 自由戦線プラス   | Permanent  |    | 1  |    |     |    |    |    | 1  |    | 2    | 2    |
|         | インカタ自由党   | Permanent  |    |    |    | 1   |    |    |    |    |    | 1    | 2    |
| Special | インカタ自由党   |            |    |    | 1  |     |    |    |    |    | 1  |      | 2    |
|         | 愛国同盟         | Permanent  |    |    |    |     |    |    |    |    | 1  | 1    | 2    |
| Special | 愛国同盟         |            |    |    |    |     |    |    | 1  |    | 1  |      | 2    |
|         | 統一民主運動     | Permanent  | 1  |    |    |     |    |    |    |    |    | 1    | 1    |
|         | アクションSA     | Special    |    |    | 1  |     |    |    |    |    |    | 1    | 1    |
| Total   | Total            | Total      | 10 | 10 | 10 | 10  | 10 | 10 | 10 | 10 | 10 | 90   | 90   |

※州略称 : EC - 東ケープ州、FS - フリーステイト州、GT - ハウテン州、KN - クワズール・ナタール州、LP - リンポポ州、MP - ムプマランガ州、NC - 北ケープ州、NW - 北西州、WC - 西ケープ州

## 役員
- 議長 - レフィルウェ ムツウェニ・チパネ（Refilwe Mtsweni-Tsipane）（アフリカ民族会議）　2018年から2024年までムプマランガ州の第5代首相を務めた。